# 2008年北京オリンピックのトリニダード・トバゴ選手団
2008年北京オリンピックのトリニダード・トバゴ選手団（2008ねんペキンオリンピックのトリニダード・トバゴせんしゅだん）は、2008年8月8日から8月24日にかけて中国の北京を主として開催された2008年北京オリンピックのトリニダード・トバゴ選手団、およびその競技結果。

## 概要
今大会は金メダル1個、銀メダル1個、合計2個のメダルを獲得した。

## メダル
| メダル | 選手名                                                                                | 競技 | 種目             |
| ------ | ------------------------------------------------------------------------------------- | ---- | ---------------- |
| 金     | キーストン・ブレドマン マルク・バーンズ エマニエル・カレンダー リチャード・トンプソン | 陸上 | 男子4×100mリレー |
| 銀     | リチャード・トンプソン                                                                | 陸上 | 男子100m         |